# Nino and Radiah
Nino and Radiah es el sexto álbum de estudio del músico francés Nino Ferrer. Fue publicado en 1974 por CBS Records. 

## Grabación y producción
La canción de apertura, «South», se grabó en noviembre de 1973 en los estudios Trident de Londres, Inglaterra mientras que las demás canciones se grabaron en enero de 1974 en los estudios Spiders de París, Francia. Nino Ferrer se desempeñó como productor.

## Recepción de la crítica
Ally de In Sheep's Clothing Hi-Fi comentó: “El dúo es una combinación musical perfecta y una fuerza a tener en cuenta, especialmente con el respaldo de la legendaria Lafayette Afro Rock Band”.

## Lista de canciones
Todas las canciones escritas y compuestas por Nino Ferrer, Radiah Frye y Lamarries Moses, excepto donde esta anotado. 
| Lado uno |                  |          |  |
| N.º      | Título           | Duración |  |
| 1.       | «South» (Ferrer) | 5:02     |  |
| 2.       | «Moses»          | 4:46     |  |
| 3.       | «Vomitation»     | 4:03     |  |
| 4.       | «Hot Toddy»      | 8:40     |  |

| Lado dos |                            |          |  |
| N.º      | Título                     | Duración |  |
| 1.       | «Mint Julep»               | 2:36     |  |
| 2.       | «The Garden»               | 4:20     |  |
| 3.       | «Looking for You» (Ferrer) | 5:50     |  |
| 4.       | «New York» (Ferrer)        | 5:04     |  |

## Créditos y personal
Créditos adaptados desde las notas de álbum de Nino and Radiah.
Musicos
- Nino Ferrer – voz principal, guitarra (todas las canciones)
- Radiah Frye – voz y simpatía (todas las canciones)
- Michel Bernholc – piano (1)
- Christian Padovan – guitarra bajo (1)
- Marc Chantereau – percusión (1)
- Gérard Kawcsynski – guitarra (1)
- André Sitbon – batería (1)
- Claude Engel – guitarra (1)
- Arthur Young – trompeta (2–8)
- Ronnie James – trompeta (2–8)
- Lafayette Hudson – bajo (2–8)
- Larry Jones – guitarra eléctrica (2–8)
- Franck Abel – teclados (2–8)
- Danny Donath – batería (2–8)
- Kino Speller – percusión (2–8)

Personal técnico
- Nino Ferrer – productor
- Dennis McKay – ingeniero de audio (1)
- Jerry Smith – ingeniero asistente (1)
- Patrick Orieux – ingeniero de audio (2–8)
- Gunther Loof – técnico de estudio (2–8)
- Richard Bennett – fotografía
- Michelangeli – ilustración